# 笔仙惊魂
《笔仙惊魂》（英語：BiXian panic），2012年6月8日在中国大陆上映的青春校园恐怖片。

## 剧情
电影讲述2对艺术大学的大学生情侣小武、慕凡、柳丝丝、凌菲儿在合租的四合院里玩中国古代最为禁忌的一种道术“请笔仙”，结果请来了地狱中的阴魂，阴魂纠缠着他们索命。

## 演员
| 演员   | 角色   | 备注                     |
| 柴碧云 | 凌菲儿 | 表演系才女，慕凡的女友。 |
| 翟文斌 | 小武   | 编导系才子               |
| 何杜娟 | 柳丝丝 | 校花，小武的女友。       |
| 王一   | 慕凡   | 编导系的才子             |
| 午马   | 喬大爺 |                          |

## 制作
电影中，柴碧云出演一个外表清纯可爱内心却是黑暗阴毒的女生。
演员何杜娟因为胆小，拍摄期间，她一个人晚上吓得不敢去上厕所。
男主演王一该片中出演一个才华横溢、帅气斯文的屌丝男。
电影的配乐是日本恐怖片大师室田宪一，他为该片的音乐配置音乐背景。
电影摒弃了泰国和日本式样的神秘阴森、血腥淋淋的镜头，开启了一种“新恐怖主义”。
为了获得收视率和票房，电影也加入了床戏的部分，以满足观众的感情需要。

## 票房
中国大陆17天累计收获2325万人民币。